# Kunishige Kamamoto
Kunishige Kamamoto (釜本 邦茂 Kamamoto Kunishige?) (Kioto, Kioto, 15 de abril de 1944-Prefectura de Osaka, 10 de agosto de 2025) fue un futbolista, entrenador y político japonés. Internacional con Japón, entrenador y dirigente deportivo, ganó la medalla de bronce con el equipo nacional de Japón en los Juegos Olímpicos de Verano de 1968 en la Ciudad de México, cuando derrotó a la Selección de México 2-0 y terminando el torneo con siete goles, siendo el líder goleador de todos los tiempos para Japón. Kamamoto fue Vicepresidente de la Asociación de Futbol de Japón desde julio de 1998 hasta julio de 2008. En el 2005, fue inducido en el Salón de la Fama del Futbol de Japón. Fue miembro de la Casa de Concejales entre 1995 y 2001.

## Inicios
Kamamoto nació en Kyoto el 15 de abril de 1944. Ahí creció y asistió a la Yamashiro High School. Entonces se unió a la escuela de Comercio de la Universidad Waseda. Por cuatro años fue el mayor anotador en la liga de la Universidad de Kanto. Ganó en 1963 y en 1966, la Copa del Emperador mientras estuvo en la Universidad Waseda. Esta fue la última vez que el equipo de la Universidad ganó la Copa. El obtuvo el grado de bachiller de artes en Comercio de la Universidad de Waseda en 1966.

## Carrera en el club
Después de su graduación, Kamamoto se unió al club Yanmar Diesel de la Liga de Futbol de Japón en 1967 (conocida popularmente como Cerezo Osaka). Jugó todos los juegos de la Liga desde su primera temporada. En 1968, fue el máximo goleador en la Liga Japonesa de Futbol. Yanmar Diesel ganó su primer título, la Copa Emperador en 1968, con Kamamoto anotando el gol en la final. El club también ganó la Copa Emperador en 1970. En 1971, por primera vez el equipo fue campeón de liga y Kamamoto fue el máximo anotador por segunda vez. Entre 1974 y 1975, Yanmar Diesel ganó la liga por dos años seguidos y también ganó la Copa Emperador en 1974. En 1978. Kamamoto fue jugador y entrenador. El club fue campeón de la liga en 1980. En 1982, Kamamoto sufrió una lesión grave, al romperse el tendón de Aquiles en dos partes y ya en 1984 a la edad de 40 años, se retiró. Fue el máximo anotador por siete ocasiones siendo seleccionado el mejor once de catorce ocasiones en que fue nominado. Fue también seleccionado como el futbolista del año por la liga japonesa en siete ocasiones.

## Carrera con la Selección Nacional
El 3 de marzo de 1964, cuando Kamamoto aún era estudiante de la Universidad Waseda, debutó y anotó un gol para el equipo nacional japonés contra la selección nacional de Singapur. En octubre, fue seleccionado para los Juegos Olímpicos de Verano de 1964 en Tokio, donde jugó todos los partidos y anotó un gol.
En 1968 fue seleccionado por Japón para los Juegos Olímpicos de Verano en 1968 en México, donde ganaron la medalla de bronce siendo Kamamoto el máximo anotador. Jugó todos los partidos por su país y anotó siete goles. En 2018, fue inducido al Salón de la Fama del Futbol de Japón.
También jugó en 1966 en los Juegos Asiáticos. En la década de los años 1970's después de muchos jugadores olímpicos dejó la Selección Nacional, pero continuó siendo seleccionado. Jugó en los Juegos Asiáticos en 1970 y 1974. Se retiró del equipo nacional en 1977, habiendo jugado en 76 partidos y anotando 75 goles. Por lo tanto, ha sido reconocido con 80 goles en 84 apariciones por la Asociación Japonesa de Futbol y previamente por la FIFA, pero no es mencionado con esta cuenta en sus últimas publicaciones. Aún así, permanece como el máximo goleador histórico de la selección nipona.

### Goles internacionales
| #  | Fecha                    | Sede                                                           | Oponente        | Resultado | Competición                                       |
| -- | ------------------------ | -------------------------------------------------------------- | --------------- | --------- | ------------------------------------------------- |
| 1  | 3 de marzo de 1964       | Singapur                                                       | Singapur        | 2–1       | Amistoso                                          |
| 2  | 14 de marzo de 1965      | Hong Kong                                                      | Hong Kong       | 2–1       | Amistoso                                          |
| 3  | 14 de marzo de 1965      | Hong Kong                                                      | Hong Kong       | 2–1       | Amistoso                                          |
| 4  | 22 de marzo de 1965      | Rangún, Birmania                                               | Birmania        | 1–1       | Amistoso                                          |
| 5. | 11 de diciembre de 1966  | Estadio de la Universidad de Chulalongkorn, Bangkok, Tailandia | Irán            | 3–1       | Juegos Asiáticos de 1966                          |
| 6  | 14 de diciembre de 1966  | Estadio de la Universidad de Chulalongkorn, Bangkok, Tailandia | Malasia         | 1–0       | Juegos Asiáticos de 1966                          |
| 7  | 16 de diciembre de 1966  | Estadio de la Universidad de Chulalongkorn, Bangkok, Tailandia | Singapur        | 5–1       | Juegos Asiáticos de 1966                          |
| 8  | 16 de diciembre de 1966  | Estadio de la Universidad de Chulalongkorn, Bangkok, Tailandia | Singapur        | 5–1       | Juegos Asiáticos de 1966                          |
| 9  | 17 de diciembre de 1966  | Estadio de la Universidad de Chulalongkorn, Bangkok, Tailandia | Tailandia       | 5–1       | Juegos Asiáticos de 1966                          |
| 10 | 19 de diciembre de 1966  | Estadio de la Universidad de Chulalongkorn, Bangkok, Tailandia | Singapur        | 2–0       | Juegos Asiáticos de 1966                          |
| 11 | 27 de septiembre de 1967 | Estadio Olímpico de Tokio, Tokio, Japón                        | Filipinas       | 15–0      | Clasificación para los Juegos Olímpicos de 1968   |
| 12 | 27 de septiembre de 1967 | Estadio Olímpico de Tokio, Tokio, Japón                        | Filipinas       | 15–0      | Clasificación para los Juegos Olímpicos de 1968   |
| 13 | 27 de septiembre de 1967 | Estadio Olímpico de Tokio, Tokio, Japón                        | Filipinas       | 15–0      | Clasificación para los Juegos Olímpicos de 1968   |
| 14 | 27 de septiembre de 1967 | Estadio Olímpico de Tokio, Tokio, Japón                        | Filipinas       | 15–0      | Clasificación para los Juegos Olímpicos de 1968   |
| 15 | 27 de septiembre de 1967 | Estadio Olímpico de Tokio, Tokio, Japón                        | Filipinas       | 15–0      | Clasificación para los Juegos Olímpicos de 1968   |
| 16 | 27 de septiembre de 1967 | Estadio Olímpico de Tokio, Tokio, Japón                        | Filipinas       | 15–0      | Clasificación para los Juegos Olímpicos de 1968   |
| 17 | 30 de septiembre de 1967 | Estadio Olímpico de Tokio, Tokio, Japón                        | Taiwán          | 4–0       | Clasificación para los Juegos Olímpicos de 1968   |
| 18 | 30 de septiembre de 1967 | Estadio Olímpico de Tokio, Tokio, Japón                        | Taiwán          | 4–0       | Clasificación para los Juegos Olímpicos de 1968   |
| 19 | 30 de septiembre de 1967 | Estadio Olímpico de Tokio, Tokio, Japón                        | Taiwán          | 4–0       | Clasificación para los Juegos Olímpicos de 1968   |
| 20 | 3 de octubre de 1967     | Estadio Olímpico de Tokio, Tokio, Japón                        | Líbano          | 3–1       | Clasificación para los Juegos Olímpicos de 1968   |
| 21 | 7 de octubre de 1967     | Estadio Olímpico de Tokio, Tokio, Japón                        | Corea del Sur   | 3–3       | Clasificación para los Juegos Olímpicos de 1968   |
| 22 | 30 de marzo de 1968      | Sídney, Australia                                              | Australia       | 2–2       | Amistoso                                          |
| 23 | 30 de marzo de 1968      | Sídney, Australia                                              | Australia       | 2–2       | Amistoso                                          |
| 24 | 4 de abril de 1968       | Adelaida, Australia                                            | Australia       | 3–1       | Amistoso                                          |
| 25 | 4 de abril de 1968       | Adelaida, Australia                                            | Australia       | 3–1       | Amistoso                                          |
| 26 | 14 de octubre de 1968    | Estadio Cuauhtémoc, Puebla de Zaragoza, México                 | Nigeria         | 3–1       | Juegos Olímpicos de 1968                          |
| 27 | 14 de octubre de 1968    | Estadio Cuauhtémoc, Puebla de Zaragoza, México                 | Nigeria         | 3–1       | Juegos Olímpicos de 1968                          |
| 28 | 14 de octubre de 1968    | Estadio Cuauhtémoc, Puebla de Zaragoza, México                 | Nigeria         | 3–1       | Juegos Olímpicos de 1968                          |
| 29 | 10 de diciembre de 1970  | Bangkok, Tailandia                                             | Malasia         | 1–0       | Juegos Asiáticos de 1970                          |
| 30 | 16 de diciembre de 1970  | Bangkok, Tailandia                                             | Indonesia       | 2–1       | Juegos Asiáticos de 1970                          |
| 31 | 16 de diciembre de 1970  | Bangkok, Tailandia                                             | Indonesia       | 2–1       | Juegos Asiáticos de 1970                          |
| 32 | 28 de julio de 1971      | Idrætsparken, Copenhague, Dinamarca                            | Dinamarca       | 2–3       | Amistoso                                          |
| 33 | 28 de julio de 1971      | Idrætsparken, Copenhague, Dinamarca                            | Dinamarca       | 2–3       | Amistoso                                          |
| 34 | 27 de septiembre de 1971 | Seúl, Corea del Sur                                            | Filipinas       | 8–1       | Clasificación para los Juegos Olímpicos de 1972   |
| 35 | 27 de septiembre de 1971 | Seúl, Corea del Sur                                            | Filipinas       | 8–1       | Clasificación para los Juegos Olímpicos de 1972   |
| 36 | 27 de septiembre de 1971 | Seúl, Corea del Sur                                            | Filipinas       | 8–1       | Clasificación para los Juegos Olímpicos de 1972   |
| 37 | 29 de septiembre de 1971 | Seúl, Corea del Sur                                            | Taiwán          | 5–1       | Clasificación para los Juegos Olímpicos de 1972   |
| 38 | 29 de septiembre de 1971 | Seúl, Corea del Sur                                            | Taiwán          | 5–1       | Clasificación para los Juegos Olímpicos de 1972   |
| 39 | 29 de septiembre de 1971 | Seúl, Corea del Sur                                            | Taiwán          | 5–1       | Clasificación para los Juegos Olímpicos de 1972   |
| 40 | 12 de julio de 1972      | Estadio Merdeka, Kuala Lumpur, Malasia                         | República Jemer | 4–1       | Torneo Merdeka de 1972                            |
| 41 | 12 de julio de 1972      | Estadio Merdeka, Kuala Lumpur, Malasia                         | República Jemer | 4–1       | Torneo Merdeka de 1972                            |
| 42 | 12 de julio de 1972      | Estadio Merdeka, Kuala Lumpur, Malasia                         | República Jemer | 4–1       | Torneo Merdeka de 1972                            |
| 43 | 12 de julio de 1972      | Estadio Merdeka, Kuala Lumpur, Malasia                         | República Jemer | 4–1       | Torneo Merdeka de 1972                            |
| 44 | 16 de julio de 1972      | Estadio Perak, Ipoh, Malasia                                   | Sri Lanka       | 5–0       | Torneo Merdeka de 1972                            |
| 45 | 16 de julio de 1972      | Estadio Perak, Ipoh, Malasia                                   | Sri Lanka       | 5–0       | Torneo Merdeka de 1972                            |
| 46 | 16 de julio de 1972      | Estadio Perak, Ipoh, Malasia                                   | Sri Lanka       | 5–0       | Torneo Merdeka de 1972                            |
| 47 | 16 de julio de 1972      | Estadio Perak, Ipoh, Malasia                                   | Sri Lanka       | 5–0       | Torneo Merdeka de 1972                            |
| 48 | 16 de julio de 1972      | Estadio Perak, Ipoh, Malasia                                   | Sri Lanka       | 5–0       | Torneo Merdeka de 1972                            |
| 49 | 18 de julio de 1972      | Estadio Merdeka, Kuala Lumpur, Malasia                         | Filipinas       | 5–1       | Torneo Merdeka de 1972                            |
| 50 | 22 de julio de 1972      | Estadio Merdeka, Kuala Lumpur, Malasia                         | Malasia         | 1–3       | Torneo Merdeka de 1972                            |
| 51 | 4 de agosto de 1972      | Singapur                                                       | Filipinas       | 4–1       | Torneo Pesta Sukan de 1972                        |
| 52 | 4 de agosto de 1972      | Singapur                                                       | Filipinas       | 4–1       | Torneo Pesta Sukan de 1972                        |
| 53 | 14 de septiembre de 1972 | Estadio Olímpico de Tokio, Tokio, Japón                        | Corea del Sur   | 2–2       | Partido Anual entre Japón y Corea del Sur de 1972 |
| 54 | 14 de septiembre de 1972 | Estadio Olímpico de Tokio, Tokio, Japón                        | Corea del Sur   | 2–2       | Partido Anual entre Japón y Corea del Sur de 1972 |
| 55 | 20 de mayo de 1973       | Estadio Dongdaemun, Seúl, Corea del Sur                        | Vietnam del Sur | 4–0       | Clasificación para la Copa Mundial de 1974        |
| 56 | 20 de mayo de 1973       | Estadio Dongdaemun, Seúl, Corea del Sur                        | Vietnam del Sur | 4–0       | Clasificación para la Copa Mundial de 1974        |
| 57 | 3 de septiembre de 1974  | Estadio Amjadieh, Teherán, Irán                                | Filipinas       | 4–0       | Juegos Asiáticos de 1974                          |
| 58 | 3 de septiembre de 1974  | Estadio Amjadieh, Teherán, Irán                                | Filipinas       | 4–0       | Juegos Asiáticos de 1974                          |
| 59 | 3 de septiembre de 1974  | Estadio Amjadieh, Teherán, Irán                                | Filipinas       | 4–0       | Juegos Asiáticos de 1974                          |
| 60 | 28 de septiembre de 1974 | Estadio Olímpico de Tokio, Tokio, Japón                        | Corea del Sur   | 4–1       | Partido Anual entre Japón y Corea del Sur de 1974 |
| 61 | 28 de septiembre de 1974 | Estadio Olímpico de Tokio, Tokio, Japón                        | Corea del Sur   | 4–1       | Partido Anual entre Japón y Corea del Sur de 1974 |
| 62 | 4 de agosto de 1975      | Estadio Merdeka, Kuala Lumpur, Malasia                         | Bangladés       | 3–0       | Torneo Merdeka de 1975                            |
| 63 | 4 de agosto de 1975      | Estadio Merdeka, Kuala Lumpur, Malasia                         | Bangladés       | 3–0       | Torneo Merdeka de 1975                            |
| 64 | 7 de agosto de 1975      | Estadio Merdeka, Kuala Lumpur, Malasia                         | Indonesia       | 4–1       | Torneo Merdeka de 1975                            |
| 65 | 7 de agosto de 1975      | Estadio Merdeka, Kuala Lumpur, Malasia                         | Indonesia       | 4–1       | Torneo Merdeka de 1975                            |
| 66 | 14 de agosto de 1975     | Estadio Merdeka, Kuala Lumpur, Malasia                         | Birmania        | 2–0       | Torneo Merdeka de 1975                            |
| 67 | 25 de enero de 1976      | Estadio Olímpico de Tokio, Tokio, Japón                        | Bulgaria        | 1–3       | Torneo Internacional de Fútbol Asahi              |
| 68 | 27 de marzo de 1976      | Seúl, Corea del Sur                                            | Corea del Sur   | 2–2       | Clasificación para los Juegos Olímpicos de 1976   |
| 69 | 27 de marzo de 1976      | Seúl, Corea del Sur                                            | Corea del Sur   | 2–2       | Clasificación para los Juegos Olímpicos de 1976   |
| 70 | 8 de agosto de 1976      | Estadio Merdeka, Kuala Lumpur, Malasia                         | India           | 5–1       | Torneo Merdeka de 1976                            |
| 71 | 10 de agosto de 1976     | Estadio Merdeka, Kuala Lumpur, Malasia                         | Indonesia       | 6–0       | Torneo Merdeka de 1976                            |
| 72 | 13 de agosto de 1976     | Estadio Merdeka, Kuala Lumpur, Malasia                         | Birmania        | 2–2       | Torneo Merdeka de 1976                            |
| 73 | 16 de agosto de 1976     | Estadio Merdeka, Kuala Lumpur, Malasia                         | Tailandia       | 2–2       | Torneo Merdeka de 1976                            |
| 74 | 16 de agosto de 1976     | Estadio Merdeka, Kuala Lumpur, Malasia                         | Tailandia       | 2–2       | Torneo Merdeka de 1976                            |
| 75 | 20 de agosto de 1976     | Estadio Merdeka, Kuala Lumpur, Malasia                         | Malasia         | 2–2       | Torneo Merdeka de 1976                            |

## Carrera como entrenador
En 1978, Kamamoto fue jugador/entrenador para Yanmar Diesel. Comando el club en su primer campeonato de Liga em 1980. El club también ganó en 1983 y 1984 la Copa JSL. En 1984 se retiró del futbol y fue reasignado entrenador de Yanmmar Diesel. En 1991, firmó como entrenador con el equipo rival Matsushita Electric (conocido más tarde como Gamba Osaka). Renunció en 1994.

## Otros papeles
Kamamoto fue seleccionado como un miembro de la Casa de Consejeros en julio de 1995 finalizando su período hasta julio del 2001.
Other roles

## Carrera

### Clubes

#### Como jugador
| Club                | País  | Año       |
| ------------------- | ----- | --------- |
| Yanmar Diesel S. C. | Japón | 1967-1984 |

#### Como entrenador
| Club                | País       | Año       |
| ------------------- | ---------- | --------- |
| Yanmar Diesel S. C. | Japón      | 1978-1984 |
| Gamba Osaka         | Japón      | 1991-1994 |
| Fujieda MYFC        | Japón      | 2009-2015 |
| Braintree Twon      | Inglaterra | 2015-     |

## Palmarés

### Copas nacionales
| Título              | Club                | País  | Año  |
| ------------------- | ------------------- | ----- | ---- |
| Copa del Emperador  | Yanmar Diesel S. C. | Japón | 1968 |
| Copa del Emperador  | Yanmar Diesel S. C. | Japón | 1970 |
| Japan Soccer League | Yanmar Diesel S. C. | Japón | 1971 |
| Japan Soccer League | Yanmar Diesel S. C. | Japón | 1974 |
| Copa del Emperador  | Yanmar Diesel S. C. | Japón | 1974 |
| Japan Soccer League | Yanmar Diesel S. C. | Japón | 1975 |
| Japan Soccer League | Yanmar Diesel S. C. | Japón | 1980 |

### Distinciones individuales
| Distinción                                                | Año                                |
| --------------------------------------------------------- | ---------------------------------- |
| Máximo goleador en la J. League Division 1                | 1968-1970-1971-1974-1975-1976-1978 |
| Máximo goleador de fútbol en los Juegos Olímpicos de 1968 | 1968                               |
| Inducido al Salón de la Fama del fútbol japonés           | 2005                               |